# Narcisa Landázuri
Narcisa Marisol Landazuri Benítez (née le 20 août 1992 à Esmeraldas) est une athlète équatorienne, spécialiste du sprint.
Elle est médaillée d'argent du 200 mètres des Championnats ibéro-américains d'athlétisme 2014, médaillée de bronze du 100 mètres des Championnats ibéro-américains d'athlétisme 2016 et médaillée de bronze du relais 4 × 100 mètres des Championnats d'Amérique du Sud d'athlétisme 2017.
Elle remporte le 100 mètres des Jeux sud-américains de 2018 à Cochabamba en juin 2018.